# Arthès
Arthès (okzitanisch Artés) ist eine französische Gemeinde mit 2.528 Einwohnern (Stand 1. Januar 2022) im Département Tarn in der Region Okzitanien (vor 2016: Midi-Pyrénées). Sie gehört zum Arrondissement Albi und zum Kanton Saint-Juéry (bis 2015: Kanton Albi-Nord-Est). Die Einwohner werden Arthésiens genannt.

## Geografie
Arthès liegt etwa fünf Kilometer nordöstlich des Zentrums von Albi am Rande des Cevennen-Gebirges. Der Fluss Tarn bildet die südliche Gemeindegrenze. Umgeben wird Arthès von den Nachbargemeinden Saussenac im Norden und Nordosten, Saint-Grégoire im Osten, Saint-Juéry im Süden sowie Lescure-d’Albigeois im Westen.

## Geschichte
Als kirchliche Bastide wurde der Ort 1319/1328 gegründet. 

### Bevölkerungsentwicklung
| 1962 | 1968 | 1975 | 1982 | 1990 | 1999 | 2006 | 2012 | 2018 |
| ---- | ---- | ---- | ---- | ---- | ---- | ---- | ---- | ---- |
| 1672 | 1644 | 1904 | 2041 | 2134 | 2164 | 2286 | 2507 | 2488 |